# Avenida República de Panamá
La avenida República de Panamá es una de las principales avenidas de la ciudad de Lima, capital del Perú. Se extiende de norte a sur en los distritos de San Isidro, Surquillo, Miraflores, Santiago de Surco y Barranco. Las vías troncales del Metropolitano se extienden a lo largo de su recorrido entre la Plaza de Flores y el óvalo Balta. En su paso por el distrito de Miraflores, toma el nombre de Franklin D. Roosevelt.

## Recorrido
Distrito de San Isidro
La avenida comienza en la intersección de las avenidas Paseo de la República y Javier Prado Este, tomando la numeración de la primera mencionada. Esta parte de la avenida es netamente comercial, cruzando gran parte del centro financiero de San Isidro. Este segmento de la avenida es el más ancho de todo su recorrido, llegando a tener cinco carriles principales (2 en el sentido de norte a sur y tres en el sentido de sur a norte), y 2 auxiliares (en el sentido de sur a norte). Asimismo, destacan las torres de los bancos BBVA y Scotiabank, así como concesionarias de BMW y Toyota, el chifa Lung Fung y el casino Golden Palace. Pasada la intersección con la avenida Canaval y Moreyra, esta zona altamente comercial continúa, con varias torres, edificios empresariales y concesionarias de automóviles hasta llegar a la intersección con la avenida Andrés Aramburú donde termina el centro financiero y la avenida entra al distrito de Surquillo.
Distrito de Surquillo
A pocas cuadras de la avenida Andrés Aramburú, se encuentra la intersección con la avenida Tomás Marsano dando inicio a esta vía. En este punto se puede distinguir la Facultad de Ciencias de la Comunicación, Psicología y Turismo de la Universidad San Martín de Porres, y pocas cuadras más adelante, se encuentra la intersección con la avenida Domingo Orué. A partir de aquí, la fisionomía de la vía cambia completamente, de ser una ancha avenida con un separador central, se convierte en una vía angosta de 4 carriles (2 carriles por sentido), y con una doble línea amarilla continua como separador central. Además, el contraste con la parte del recorrido en el distrito de San Isidro es muy alto, ya que aquí ya no hay grandes edificios empresariales, sino pequeños restaurantes y algunas concesionarias de autos y motos. Antes de llegar a la intersección con la avenida Angamos, se encuentran dos grandes ferreterías: Casinelli y Maestro. Una vez pasada esta intersección, continúan algunos negocios pequeños; no obstante, la avenida comienza a cruzar algunas calles estrechas del distrito, en donde predominan la delincuencia y el tráfico de drogas. Una vez pasada esta zona, se encuentra el cruce con la avenida Mariscal Cáceres, y la avenida entra al distrito de Miraflores.
Distrito de Miraflores
Como se mencionó al principio, este pequeño tramo la avenida también es llamada avenida Roosevelt. A partir de aquí, la avenida comienza a ser un poco más ordenada y menos peligrosa que en el distrito de Surquillo. Igualmente, predominan algunos negocios y restaurantes. Asimismo, la avenida cruza por detrás del Colegio Markham, hasta llegar a la intersección con la avenida Alfredo Benavides, donde se levanta un supermercado Wong y una pequeña zona altamente comercial. Además, cerca de esta intersección también se encuentra el hospital Casimiro Ulloa. Unas cuadras más adelante, se encuentra la intersección con la avenida 28 de Julio, entrando a los distritos de Barranco y Santiago de Surco.
Distritos de Barranco / Santiago de Surco
En esta parte de la avenida siguen predominando los restaurantes, solo que a partir de aquí, ya se comienzan a distinguir algunas casas y zonas residenciales. En la intersección con la avenida Mariscal Ramón Castilla se levanta un gran supermercado plazaVea y unos metros más adelante la avenida se adentra en su totalidad al distrito de Barranco.
Distrito de Barranco
Unas pocas cuadras más adelante se puede distinguir el final de la avenida Paseo de la República, en donde se encuentra una estación del Metropolitano, y también se encuentra, a solo unos cuantos metros, la bajada de Armendáriz, para acceder a la Costa Verde. A partir de aquí, se acoplan a la avenida los carriles exclusivos del Metropolitano, y finalmente, la avenida termina en el óvalo Balta, en donde se interseca con las avenidas Nicolás de Piérola y Balta, siendo continuada hacia el sur por la avenida Francisco Bolognesi.